# کارمل-بای-د-سی (کالیفرنیا)
کارمل-بای-دِ-سی (به انگلیسی: Carmel-by-the-Sea) شهری در شهرستان مونتری ایالت کالیفرنیا است که در سرشماری سال ۲۰۱۰ میلادی، ۳۷۲۲ نفر جمعیت داشته است.